# Saint-Denis-d'Anjou

Saint-Denis-d'Anjou este o comună în departamentul Mayenne, Franța. În 2009 avea o populație de 1,508 de locuitori.